# Volpara
Volpara ist eine Gemeinde (comune) mit 122 Einwohnern (Stand 31. Dezember 2023) in der südwestlichen Lombardei im Norden Italiens in der Provinz Pavia. Die Gemeinde liegt etwa 28 Kilometer südsüdöstlich von Pavia in der Oltrepò Pavese am Versa, gehört zur Comunità montana Oltrepò Pavese und grenzt unmittelbar an die Provinz Piacenza (Emilia-Romagna). 

## Geschichte
Die Ortschaft wird erstmals in einer Urkunde des Grafen von Piacenzas, Lanfranco, aus der Zeit um das Jahr 1000 erwähnt. 